# 小行星8145
小行星8145（英語：8145 Valujki）是一颗围绕太阳公转的小行星。1983年9月5日，柳德米拉·瓦斯列娜·朱然勒娃在克里米亚发现了此天体。
这颗小行星的绝对星等为104.52938等。